# پیمان نووگورود (۱۵۳۷)
پیمان نووگورود در سال ۱۵۳۷ میلادی میان دوک‌نشین بزرگ مسکو و سوئد بسته شد. قرار بر این بود که این عهدنامه تا ۶۰ سال بعد پابرجا بماند؛ اگرچه، عمر آن تنها تا جنگ روسیه و سوئد (۱۵۵۴-۱۵۵۷) به طول انجامید که آن جنگ نیز به آتش بس نووگورود ختم گردید که آن عهدنامه هم در ۱۵۹۷ میلادی انقضا یافت.